# 小河内村 (東京都)
小河内村（おごうちむら）は東京都の西部、西多摩郡に属していた村。小河内ダム建設により、村落の大部分が奥多摩湖の湖底に沈んだ。

## 地理
現在の奥多摩町の西部に位置する。
- 山岳：鷹ノ巣山、三頭山
- 河川：多摩川、小菅川、峰谷川、ほか多数の沢

## 歴史

### 沿革
- 1889年（明治22年）4月1日 - 町村制施行により、川野村、原村、河内村、留浦村が合併し神奈川県西多摩郡小河内村が成立。
- 1893年（明治26年）4月1日 - 西多摩郡が南多摩郡、北多摩郡と共に神奈川県から東京府へ編入。
- 1931年（昭和6年）6月 - 小河内ダム建設計画発表。村の田畑が荒廃していく。

石川達三著『日蔭の村』（1937年（昭和12年）10月刊行）に当時の村の状況が紹介されている。
- 1943年（昭和18年）7月1日 - 東京都制施行（東京府廃止）。
- 1951年（昭和26年）9月 - 解村式挙行。
- 1955年（昭和30年）4月1日 - 小河内村は氷川町、古里村とともに合併し奥多摩町が発足。小河内村は消滅。
- 1957年（昭和32年）11月26日 小河内ダム竣工に伴い、多摩川沿いの旧小河内村集落の大部分が水没。

変遷表
| 1868年 以前 | 1868年 以前 | 明治22年 4月1日 | 昭和30年 4月1日 | 現在     |
| ----------- | ----------- | --------------- | --------------- | -------- |
|             | 留浦村      | 小河内村        | 奥多摩町        | 奥多摩町 |
|             | 川野村      | 小河内村        | 奥多摩町        | 奥多摩町 |
|             | 河内村      | 小河内村        | 奥多摩町        | 奥多摩町 |
|             | 原村        | 小河内村        | 奥多摩町        | 奥多摩町 |

## 大字
- 留浦（とずら）
- 川野（かわの）
- 河内（こうち）
- 原（はら）

## 交通

### 道路
- 青梅街道

## 名所・祭事
- 鶴の湯温泉 - 現在も奥多摩湖の温泉として残っている。
- 小河内の鹿島踊